# Base aérea de Vélizy-Villacoublay
 Base aérea de Vélizy – Villacoublay (del francés: Base aérienne 107 "Sous-lieutenant René Dorme"  Vélizy-Villacoublay) (OACI: LFPV) es una base de la Fuerza Aérea Francesa (del francés: Armée de l'Air) . La base se encuentra situada a aproximadamente 2 km al sureste de Vélizy-Villacoublay y a 8 km al suroeste de París.

## Unidades
En la base se encuentran acantonadas las siguientes unidades:
- Escadron de transport, d'entraînement et de calibrage 00.065 (ETEC 65 - Transporte de personalidades)
- El Estado mayor del Área Norte, el mando de la Fuerza Aérea de Proyección (COFOG) y el mando aéreo de los sistemas de monitorización, información y comunicaciones (CASSIC).
- Escuadrón de helicópteros 03/067
- Unidad de Comandos Paracaidistas N20
- Otras unidades de carácter no militar (ALAT, fuerza aérea de la gendarmería, Commandement des Opérations Spéciales).

## Aparatos
Los aparatos asignados a la base son:
- 1 Airbus A330-200 (Avión presidencial:Cotam 001)
- 2 Airbus A319
- 3 Eurocopter AS332 Super Puma
- 1 Dassault Falcon 20 (Mystère 20)
- 8 AS 555UN FENNEC
- 4 Dassault Falcon 50
- 2 Dassault Falcon 900
- 6 TBM700

## Historia
La Base de Villacoublay fue construida antes de la Segunda Guerra Mundial como una instalación de la Fuerza Aérea Francesa.

### Uso Alemán durante la Segunda Guerra Mundial
Tomada por los alemanes en junio de 1940 durante la Batalla de Francia, Villacoublay fue usado por la Luftwaffe como un aeródromo militar. Las siguientes unidades fueron asignadas a lo largo del conflicto (todas pertenecientes a la Luftlotte 3, Fliegerkorps IV):
- Kampfgeschwader 55 (KG 55)	21 de junio de 1940-16 de junio de 1941 Heinkel He 111P/H (Código de fuselaje: G1+)
- Kampfgeschwader 27 (KG 27), junio-julio de 1940 Heinkel He 111P  (Código de fuselaje: 1G+)
- Aufklärungsgruppe 14 (AFG 14),	noviembre de 1940-mayo de 1941 Junkers Ju 88.
- Jagdfliegerschule 5 (JFS 5), junio de 1941-24 de febrero de 1943, Messerschmitt Bf 109.
- Jagdgeschwader 105 (JG 105), 25 de febrero-31 de agosto de 1943 Messerschmitt Bf 109.
- Jagdgeschwader 54 (JG 54)	7 de junio-5 de septiembre de 1944  Focke-Wulf Fw 190A.

Los KG 55 y KG 27 participaron en la  Batalla de Inglaterra; AFG 14 fue una escuadrilla de reconocimiento fotográfico;  JFS 5 fue una unidad de entrenamiento para pilotos de los Me Bf 109 y las JG 105 y JG 54 unidades de intercepción diurnas contra los bombarderos pesados de la Octava Fuerza Aérea.
Fue atacada en numerosas ocasiones por los bombarderos pesados de la Octava y la Decimoquinta Fuerza Aérea del Ejército de los Estados Unidos durante 1943 y principios de 1944.

### Uso estadounidense
El campo fue liberado for fuerzas aliadas de infantería el 27 de agosto de 1944 durante la campaña del norte de Francia. Inmediatamente después, el IX Mando de Ingenieros de la USAAF lo limpió de las minas sembradas y de restos de aparatos alemanes; rellenaron los cráteres de bombas en las pistas con escombros y parches de asfalto dejando el resto de instalaciones en condiciones operativas para los aparatos estadounidenses. Villacoublay de esta manera fue un aeródromo de combate de la Novena Fuerza Aérea, nombrado como "A-42" el 30 de agosto, solo unos pocos días después de su captura a las fuerzas alemanas.
Casi inmediatamente, el 48th Fighter Group se trasladó a la base, volando en P-47 Thunderbolts desde el 29 de agosto hasta el 15 de septiembre de 1944. La unidad se fue trasladando hacia el este a medida que las fuerzas aliadas avanzaban hacia Alemania y Villacoublay se convirtió en una base de suministros y mantenimiento de cazas, siendo la sede del 370 Air Service Group y numerosos escuadrones de material variado del Air Technical Service Command. Fue cuando se le dio la designación de AAF-180. Gran cantidad de escuadrones de C-47 Skytrain salían y entraban de la base para apoyo de operaciones aerotransportadas, incluyendo la Operación Varsity y el cruce del Rin por parte de tropas aerotransportadas en marzo de 1945.
Al finalizar la guerra, Villacoublay permaneció bajo control estadounidense, siendo nombrada como AAF Station Villacoublay. Fue asignada a las Fuerzas Aéreas de Estados Unidos en Europa como base de transporte de los C-47 Skytrain que equipaban al 314 Troop Carrier Group. Se mantuvo bajo su control hasta el 31 de agosto de 1946 cuando fue devuelta a las Fuerzas Aéreas Francesas.

### Actualidad
La base fue completamente reconstruida después de la guerra. La pista original de tiempos de pre/guerra, la 11/29 se encuentra cerrada al tráfico y una nueva pista , 09/27, este-oeste, de 1800 metros (6000 pies) fue construida con hangares y zonas de aparcamiento de aeronaves como parte de la nueva base operacional de la OTAN.